# Андреев, Александр Тимофеевич
Алекса́ндр Тимофе́евич Андре́ев (20 августа 1926, Псковская губерния — 27 ноября 1977, Ленинград) — стрелок 937-го стрелкового полка 256-й стрелковой дивизии 42-й армии 2-го Прибалтийского фронта, красноармеец.

## Биография
Родился 20 августа 1926 года в деревне Хозаново. Окончил 6 классов. Работал в колхозе.
С 16 лет был партизаном в 3-й Ленинградской партизанской бригаде имени А. В. Германа.
В Красной Армии с марта 1944 года. На фронте в Великую Отечественную войну с июня 1944 года. Принимал участие в освобождении родной Псковщины, был ранен, но через два месяца вернулся строй. Особо отличился в боях за освобождение Эстонии и Латвии.
Стрелок 937-го стрелкового полка красноармеец Александр Андреев в боях 24-26 июля 1944 года у населённого пункта Хундинурк при штурме укреплений врага в числе первых достиг безымянной высоты, из личного оружия поразил нескольких вражеских солдат. Был представлен к награждению орденом Славы.
На следующий день вновь отличился. Командуя расчётом 45-миллиметрового орудия того же полка, Александр Андреев 27 июля 1944 года севернее населённого пункта Муресоо прямой наводкой расстреливал солдат противника. Когда противники прорвались к орудию, поднял в атаку бойцов и истребил много живой силы врага.
Приказом по 256-й стрелковой дивизии от 4 августа 1944 года за мужество и отвагу, проявленные в боях, красноармеец Андреев Александр Тимофеевич награждён орденом Славы 3-й степени (№ 218).
Приказом по 256-й стрелковой дивизии от 6 августа 1944 года за мужество и отвагу, проявленные в боях, красноармеец Андреев Александр Тимофеевич во второй раз награждён орденом Славы 3-й степени.
25-30 августа 1944 года в боях за населённые пункты Резеки, Юмурда, Тейзари выполнял обязанности командира отделения и уничтожил с бойцами две огневые точки, около двадцати солдат и офицеров противника. В бою за станцию Резеке подбил два танка. В этом бою получил тяжёлое ранение. Был представлен к награждению орденом Славы.
Приказом по 256-й стрелковой дивизии от 4 сентября 1944 года за мужество и отвагу, проявленные в боях, красноармеец Андреев Александр Тимофеевич в третий раз награждён орденом Славы 3-й степени.
На фронт больше не вернулся. Почти два года провел в госпиталях. В 1946 году был демобилизован.
Указом Президиума Верховного Совета СССР от 23 апреля 1975 года в порядке перенаграждения Александр Тимофеевич Андреев был награждён орденами Славы 2-й (№ 35456) и 1-й (№ 1933) степени, став полным кавалером ордена Славы.
Жил в Ленинграде. Работал мастером на Кировском заводе. Скончался 27 ноября 1977 года. Похоронен на Богословском кладбище.